# خيري الهنداوي
خير الدين بن صالح بن عبد القادر بن خضر الحسيني العلوي المشهور بـخَيْرِي الهِنْداوي (1885 - 29 يناير 1957) شاعر عراقي عاش معظم حياته في النصف الثاني من القرن العشرين، العهد الملكي في العراق. نسبته إلى الهنداوية من قرى بغداد، وُلِد في قرية أبي صيدة من لواء ديالى من أبٍ عربيٍّ علوي وأمٍّ تركيةٍ مستعربةٍ، وتنقّل مع أبيه في صغره إلى أن استقر في بغداد، وقرأ على الشيخين علاء الدين الألوسي ومصطفى الواعظ. ثم توظّف في إحدى الشركات، وذاع صيته بما كان ينشره من شعر. جُنّد في الجيش العثماني إبان الحرب الأولى، وسُجِن، وفرّ من سجنه ثم تولى إحدى الوظائف في الحلّة، ثم اعتقل ثانية ونُفي، وأطلق بعد مدّة وتولّى مهام إدارية في الشامية، ولواء العمارة حتى تقاعد عام 1949. لزم داره في حي الأعظمية في بغداد، وأصيب بداء في قلبه في آخر أيّامه، وتوفي في بغداد ودُفن في النجف. جمع يوسف عز الدين السامرائي مؤلفاته في كتابا بعنوان خيري الهنداوي، حياته وشعره في 1964.

## سيرته

### سنواته الأولى
ولد في قرية أبي صيدة من لواء ديالى من اب عربي وام تركية مستعربة، ولما بلغ الخامسة من عمره انتقل من عائلته إلى بغداد وتعلم فيها مبادئ القراءة والكتابة وشيئاً من القرآن الكريم لكن لم يتح له التعليم الكافي من المدارس والمساجد، ولم يستطيع الدخول إلى المدرسة العسكرية، وبعد ثلاثة اعوام انتقل مع اسرته إلى العمارة، وهناك دخل المدرسة، ولكن لم يمض غير سنة وبعض السنة حتى نقل إلى لواء العمارة في (قلعة صالح) وعاد مع اسرته إلى العمارة، وبعد شهور عادوا جميعاً إلى قرية ابي صيدا، ثم ارتحلت الاسرة بعد زمن إلى الديوانية، وهناك درس النحو على يد مصطفى الواعظ، ولما انتقل مع اسرته إلى عفك استمر في دراسة اللغة العربية على يد السيد حسين الملقب بالشرع، ولما عاد الجميع إلى الديوانية بعد سنة ونصف أخذ يدرس على يد علاء الدين الألوسي قاضي اللواء ولما حس بعض رجال الأدب القادمين من البصرة إلى النجف لحضور اجتماع الناشفية احس بالحاجة الماسة إلى النحو، فأخذ يدرسه على يد جعفر نصار ثم على يد الشيخ علي الطريحي ثم دربه الشيخ محمد السماوي على النظم.

### عائلته
يرجع نسب خيري الهنداوي إلى هاشم بن عبد مناف جد بني هاشم وجد النبي محمد وجده عبد القادر المشهور بـ (قدوري) كان أحد أصدقاء الشاعر عبد الغفار الأخرس ، وقد جاءت نسبة الهنداوي من جده خضر الذي كان يدرس على يد عالم هندي. وقد كانت اسرة خيري من سكان محلة باب الشيخ في بغداد، بيد ان جده قدوري الذي كان وكيلا للأسرة الكيلانية على اوقافها في قرية ابي صيدا كانت تضطره للعمل هناك، لكنه كان يتردد على بغداد بين الحين والاخر، وكان جده من الملازمين للشعراء وقادة الفكر في العراق لأنهم كانوا يتصلون بالأسرة الكيلانية ويمدحونها ويعتمدون على عطاياها، وهذه الملازمة دعت إلى صداقة هؤلاء وخاصة عبد الغفار الاخرس واشتهر جده عن حب الخمر وحب الشعر، فورث خيري هاتين الميزتين منه، كما ان والده كان يحثه على نظم الشعر وتعليمه.

### مهنته

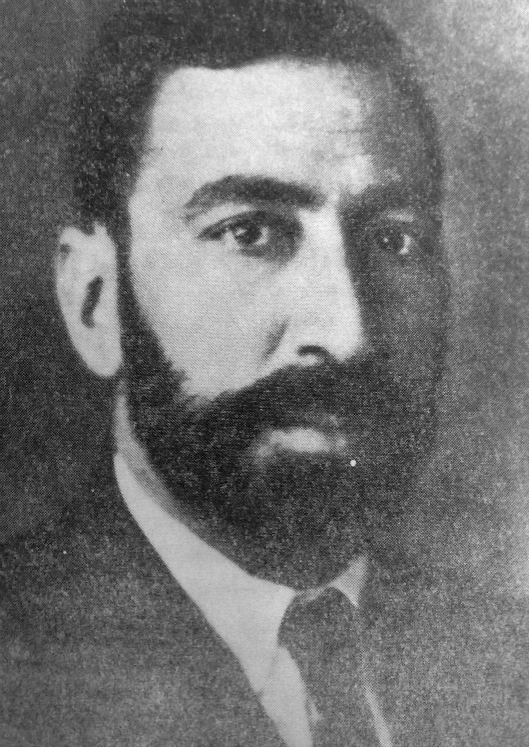
خيري الهنداوي سنة 1927

عندما تم تعيينه في الشركة المذكورة ادناه أصبحت حاله جيدة واصبح لديه مال يفي بالغرض حتى تم تجنيده في الجيش العثماني فنسى الرفاهية وحس بالجهد والتعب من اجل خدمة جيش الدولة العثمانية في الحرب العالمية الأولى، وفي عام 1915 عمل في تحرير جريدة (صدى الإسلام) التي أصدرت بأمر والي العراق وقائد الجيوش فيه نور الدين باشا وجعل إدارة سياستها بيد رئيس بلدية بغداد رؤوف الجادرجي ويساهم في تحريرها من الأتراك حكمت ثريا بك، ومن العرب إبراهيم حلمي العمر وخيري الهنداوي وعطا الخطيب وعبد الرحمن البناء وجميل صدقي الزهاوي ومحمود الوادي وغيرهم. وصدر العدد الأول من (صدى الإسلام) في 30 تموز 1915م.
```
لكنه تعرض للحبس بعد ثلاث سنوات من الخدمة في الجيش، لكن عند اقتراب الجيش البريطاني من الأراضي العثمانية اضطربت الاوضاع وعمت الفوضى في صفوف الجيش فقام خيري بالهرب من السجن إلى أحد اقاربه وهو ابن خالته، فشعر باليأس والحزن واراد ان ينتحر حتى أصبح العراق بريطانياً، فحس بتحرك اليهود ومجاملتهم للبريطانيين لسرقة العراق فعقد الكثير من الاجتماعات مع كبار القادة في العراق لمحاولة كسب البريطانيين فكتب خيري الهنداوي بحسن عنهم في مجلة المقتطف، بذلك قاموا بتعيينه لكنه لم يستمر كثيرا حتى نفوه إلى هنجام بسبب مشاركته في حركة شعبية اقامها الشعب العراقي ضد الاحتلال البريطاني، وعاد بعد تسعة أشهر من المنفى ليحقق نجاحاً كبيراً في عمله بالإضافة إلى كسب ثقة الحكومة الملكية العراقية وخاصة 
الملك فيصل الاول
 فكان بمثابة صديق له. حتى تقاعد عام 1949 وسكن داره في الاعظمية يكتب الشعر والنثر وينشئ ديوانه الشعري، فأصاب بمرض بالقلب لمدة ست سنوات فتوفى سنة 1957، ودفن في النجف كما امر في وصيته. وقد كتب الدكتور يوسف عز الدين كتاب (خيري الهنداوي، حياته وشعره) روى فيه عن حياته وكفاحه ضد الاحتلال البريطاني وديوان شعره فيحتوي الكتاب حوالي 128 صفحة تحتوي على شعره فضلا عن نثره الذي يأخذ دور كبير في حياته.
```

#### وظائفه
- 1906 - وكيلاً لشركة (ماك اندروس) في الصويرة التي كانت تستخرج عرق السوس وتصدره إلى الخارج لفترة من الزمن.
- 1914 - جندياً اجبارياً في الجيش العثماني بسبب اعلان الحرب العالمية الأولى
- 1917/5/1 - مأمور شعبة الصويرة
- بعد فترة - معاون مدير مال العزيزية في الجربوعية في الحلة
- 1921/4/15 - مديراً للجربوعية
- 1922/5/1 - قائممقام الشامية
- 1933 - متصرفاً بـلواء الكوت
- 1934 - معاوناً لرئيس تسوية حقوق الأراضي
- 1935 - رئيس تسوية حقوق الأراضي

حتى تقاعد عام 1949

## طالع ايضاً
- تاريخ العراق
- العراق العثمانية
- الأدباء العرب
- المملكة العراقية